# Corylopsis himalayana
Corylopsis himalayana là một loài thực vật có hoa trong họ Hamamelidaceae. Loài này được Griff. miêu tả khoa học đầu tiên năm 1854.